# Сејан
Луције Елије Сејан (лат. Lucius Aelius Seianus, рођ. 20. п. н. е. − убијен 18. октобра 31. године) био је префект преторијанске гарде и за неко време, током владавине цара Тиберија, суштински владар Римског царства.
Сејан је рођен у етрурском граду Волсинију у породици Луција Сеја Страбона. Страбон је пореклом био из коњаничког сталежа и Август му је поверио положај преторијанског префекта. Страбонов син је доцније усвојен у угледнији род Елија и од тада је био познат као Елије Сејан.
Након Тиберијевог ступања на престо 14. године наше ере Страбон је обезбедио да се за другог префекта преторијанаца именује његов син Сејан. Наредне године Страбон је послат у Египат да преузме положај тамашњег намесника, док је Сејан остао једини заповедник преторијанаца. То је био први куриозитет који је најавио будући ток његове каријере.
Тиберијев син Друз Млађи је преминуо 23. године и након тога је Сејан и дефинитивно постао најутицајнија личност на царском двору. Успео је да наговори већ времешног цара да дозволи трајно стационирање преторијанаца у Риму. Гарда је пре тога била раштркана по околним италским градовима и њен долазак у Рим је ју је учинио још важнијим политичким фактором. Наравно, тиме је преторијански префект, Сејан у овом случају, задобио још већу моћ. 
У међувремену, затражио је 25. године од цара да му дозволи да се ожени Друзовом удовицом Ливијом Млађом, познатијом по надимку Ливила. Тиберије га је одбио учтиво али одлучно под изговором да би сенатори лоше примили женидбу обичног припадника коњаничког (витешког) сталежа са женом из једне од најистакнутијих сенаторских породица. Најзад, заморен сталним политичким борбама, Тиберије се 27. повукао на острво Капри. Од тада, па све до смрти, Сејан је био неоспорни владар Рима којим је управљао у име одсутног цара.
По речима историчара Тацита, Сејан је свој положај употребио да у Риму заведе праву страховладу. Спровео је осуду за велеиздају удовице и деце Тиберијевог посинка Германика, Агрипине Старије и њених синова Нерона и Друза (29−30). Једини међу Германиковим мушким потомцима који је преживео био је Гај Калигула, али је Сејан наводно плео завере и против његовог живота.
Тиберије је 31. поделио конзулат са Сејаном иако је највиша римска магистратура била резервисана искључиво за сенаторе. Исте године, цар се сложио са веридбом Сејана и Ливиле. Сејан се стога развео са својом првом супругом Апикатом која је затим обавестила Тиберија како је Сејан постао Ливилин љубавник још за живота њеног супруга Друза. Љубавници су тада отровали Тиберијевог сина и почели да планирају даље освајање власти. Ражалошћени цар, који је већ почео да сумња у Сејанову лојалност, је сада решио да уклони Сејана. Сејан је 18. октобра 31. позван у сенат, али је уместо тријумфа дочекао осуду на смрт као јавни непријатељ. Те вечери је задављен и његово тело је изложено на Гемонијским степеницама недалеко од римског Форума. Саме степенице су биле место на коме су стрвинарима и бесу светине остављана тела погубљених криминалаца. Тело Сејана, донедавно најмоћнијег човека у Риму, је од стране Римљана раскомадано. Бројне присталице Сејана су побијене или натеране да изврше самоубиство. Међу жртвама су били и Сејаново троје деце и бивша жена Апиката која се убила.
Тиберије је успео да уклони Сејана уз помоћ Макрона, префекта вигила, одреда римске ноћне страже и ватрогасаца. Сејанов случај је по први пут показао колико преторијанска гарда може бити опасан инструмент у политичкој борби уколико се на њеном челу нађе бескрупулозан и способан заповедник. Међутим, Макрон, који је наследио Сејана, је, по традицији, касније уклонио и старог Тиберија тако што га је придавио јастуком како би убрзао долазак на престо свог штићеника Калигуле.